# 美国大学招生
美国的大学招生在社会学角度上具有重大的意义。一般来说，大学招生的最终结果将决定一个人将会得到的教育的质量以及将来职业生涯的发展。大学招生的过程与申请人的社会背景是息息相关的，但这并不意味着美国大学招生办公室的官员都是阶级主义者——正好相反，他们经常通过提供奖学金给穷学生以及优先录取其他来自不同劣势背景的学生。但在美国，上的大学的名声与个人的（过去或将来）社会层次的关联性是不可否定的。一个大学文凭通常是个人成为中产阶级的先决条件。